# Stéphane Sednaoui
Stéphane Sednaoui é um fotógrafo e diretor francês nascido em Paris.

## Carreira
Sednaoui conquistou o sucesso como fotógrafo depois de suas fotografias de celebridades, do início dos anos 1990. Entre essas celebridades, estão Björk, Madonna, Kylie Minogue, Claire Danes, Liv Tyler, Courtney Love, Salma Hayek, Richard Pryor, Robert Mitchum e Billy Wilder. A partir dos anos 1990, ele também começou a dirigir videoclipes.
Uma compilação dos videoclipes e pequenos filmes de Sednaoui está em Work Of Director: Stéphane Sednaoui, lançado em setembro de 2005.

## Filmografia

### Filmes de arte
- Acqua Natasa (diretor, produtor - 2002)
- Walk on the Wild Side (diretor, produtor - 2005) - Um filme de 10 minutos baseado na canção de mesmo nome de Lou Reed.
- Army of Me (diretor, produtor - 2005) - Uma animação baseada na canção de mesmo nome de Björk.

### Videoclipes
- 1990 - Le monde de demain de Suprême NTM
- 1991 - Kozmik de Ziggy Marley
- 1991 - Give It Away de Red Hot Chili Peppers
- 1991 - Mysterious Ways de U2
- 1992 - Breaking the Girl de Red Hot Chili Peppers
- 1992 - Sometimes Salvation de The Black Crowes
- 1993 - Way of the Wind (version 1) de P.M. Dawn
- 1993 - Fever de Madonna
- 1993 - Today de The Smashing Pumpkins
- 1993 - Big Time Sensuality de Björk
- 1994 - Nouveau Western de MC Solaar
- 1994 - 7 seconds (version 1) de Youssou N'Dour & Neneh Cherry
- 1994 - Sly de Massive Attack
- 1995 - Fragile de Isaac Hayes
- 1995 - Queer de Garbage
- 1995 - Fallen Angel de Traci Lords
- 1995 - Hell Is Around the Corner de Tricky
- 1995 - Pumpkin de Tricky
- 1996 - Here Come the Aliens de Tricky
- 1996 - Ironic de Alanis Morissette
- 1996 - Whatever You Want de Tina Turner
- 1996 - GBI: German Bold Italic de Towa Tei & Kylie Minogue
- 1996 - Possibly Maybe de Björk
- 1996 - Milk de Garbage
- 1997 - Sleep to Dream de Fiona Apple
- 1997 - Discothèque (version 1) de U2
- 1997 - Gangster Moderne de MC Solaar
- 1997 - Never Is a Promise de Fiona Apple
- 1998 - Thank U de Alanis Morissette
- 1998 - Lotus de R.E.M.
- 1999 - I'm Known de Keziah Jones
- 1999 - Falling in Love Again de Eagle-Eye Cherry
- 1999 - You Look So Fine de Garbage
- 1999 - Sweet Child O' Mine de Sheryl Crow
- 1999 - Scar Tissue de Red Hot Chilli Peppers
- 1999 - For Real de Tricky featuring DJ Muggs
- 1999 - Nothing Much Happens de Ben Lee
- 1999 - Summer Son de Texas
- 1999 - Around the World de Red Hot Chili Peppers
- 1999 - The Chemicals Between Us de Bush
- 2000 - Mixed Bizness de Beck
- 2000 - Tailler la zone de Alain Souchon
- 2000 - Let's Ride de Q-Tip
- 2000 - Disco Science de Mirwais
- 2000 - I Can't Wait de Mirwais
- 2001 - Dream On de Depeche Mode
- 2001 - Little L de Jamiroquai
- 2002 - Paris de Camille
- 2003 - Anti-matter de Tricky
- 2004 - Bad Ass Strippa de Jentina

### Coleções
- 1992 - U2: Achtung Baby (vídeo Mysterious Ways)
- 1996 - Garbage (vídeo Queer)
- 1999 - Making The Video (série da MTV)
- 1999 - Björk - Volumen (vídeos Big Time Sensuality e Possibly Maybe)
- 1999 - Madonna: The Video Collection 93:99 (vídeo Fever)
- 2001 - Massive Attack: 11 Promos (vídeo Sly)
- 2001 - The Smashing Pumpkins: 1991-2000 Greatest Hits Video Collection (vídeo Today)
- 2002 - U2: The Best Of 1990-2000(vídeos Mysterious Ways e Discotheque)
- 2003 - The Best Of R.E.M. (vídeo Lotus)
- 2003 - Red Hot Chilli Peppers: Greatest Videos (vídeos Give It Away, Around the World e Scar Tissue)
- 2005 - The Work Of Director Stéphane Sednaoui
- 2007 - Absolute Garbage (vídeos Queer, Milk e You Look So Fine)